# Semaria
Semaria é uma cidade e uma nagar panchayat no distrito de Rewa, no estado indiano de Madhya Pradesh.

## Demografia
Segundo o censo de 2001, Semaria tinha uma população de 12,325 habitantes. Os indivíduos do sexo masculino constituem 54% da população e os do sexo feminino 46%. Semaria tem uma taxa de literacia de 60%, superior à média nacional de 59.5%: a literacia no sexo masculino é de 69% e no sexo feminino é de 49%. Em Semaria, 17% da população está abaixo dos 6 anos de idade.